# Wielka Granacka Turnia
Wielka Granacka Turnia (słow. Veľká Granátová veža, niem. Granatenwandturm, węg. Gránátfaltorony) – wybitna turnia w masywie Granatów Wielickich o wysokości 2318 lub 2344 m n.p.m., w słowackich Tatrach Wysokich. Od Małej Granackiej Turni oddzielona jest Pośrednią Granacką Szczerbiną, natomiast od Dwoistej Turni – Niżnią Granacką Szczerbiną. Należy do grupy Granackich Turni – wyższej z dwóch części Granatów Wielickich.
Wielka Granacka Turnia bywa niekiedy zwana Granacką Turnią. W kierunku Doliny Wielickiej odchodzą od niej dwa skalne żebra, w których znajduje się kilka podrzędnych obiektów jej masywu. W ramieniu znajdującym się dalej na północny zachód położona jest Wielka Granacka Baszta (oddzielona Wyżnim Granackim Przechodem), natomiast w drugim – Mała Granacka Baszta (oddzielona Niżnim Granackim Przechodem). Przez przełęcze oddzielające obie te turnie biegnie Granacka Ławka.
Wierzchołek Wielkiej Granackiej Turni nie jest dostępny dla turystów, w ścianach turni znajduje się kilka ciekawych dróg taternickich.
Dawna nazwa Wielkiej Granackiej Turni to Sławkowska Turnia. Dawne nazewnictwo niemieckie (Blásytalturm, Krukowskiturm) i węgierskie (Blásy völgyi torony, Krukowski-torony) było nadane na cześć Eduarda Blásyego i Józefa Krukowskiego. Krukowski był krakowskim kanonikiem żyjącym w latach 1828–1900.

## Historia
Pierwsze wejścia turystyczne:
- Karol Englisch i Johann Hunsdorfer junior, 25 lipca 1901 r. – letnie,
- Dezső Reichart junior, 5 marca 1925 r. – zimowe.